# Cheilosia baroni
Cheilosia baroni är en tvåvingeart som först beskrevs av Samuel Wendell Williston  1887.  Cheilosia baroni ingår i släktet örtblomflugor, och familjen blomflugor. Inga underarter finns listade i Catalogue of Life.